# 徐镳
徐镳（1907年—1994年），男，江苏东台人，中国体育教育家，曾任南京体育学院院长，中国田径协会副主席，第五、六届全国政协委员。